# 岩田運動公園

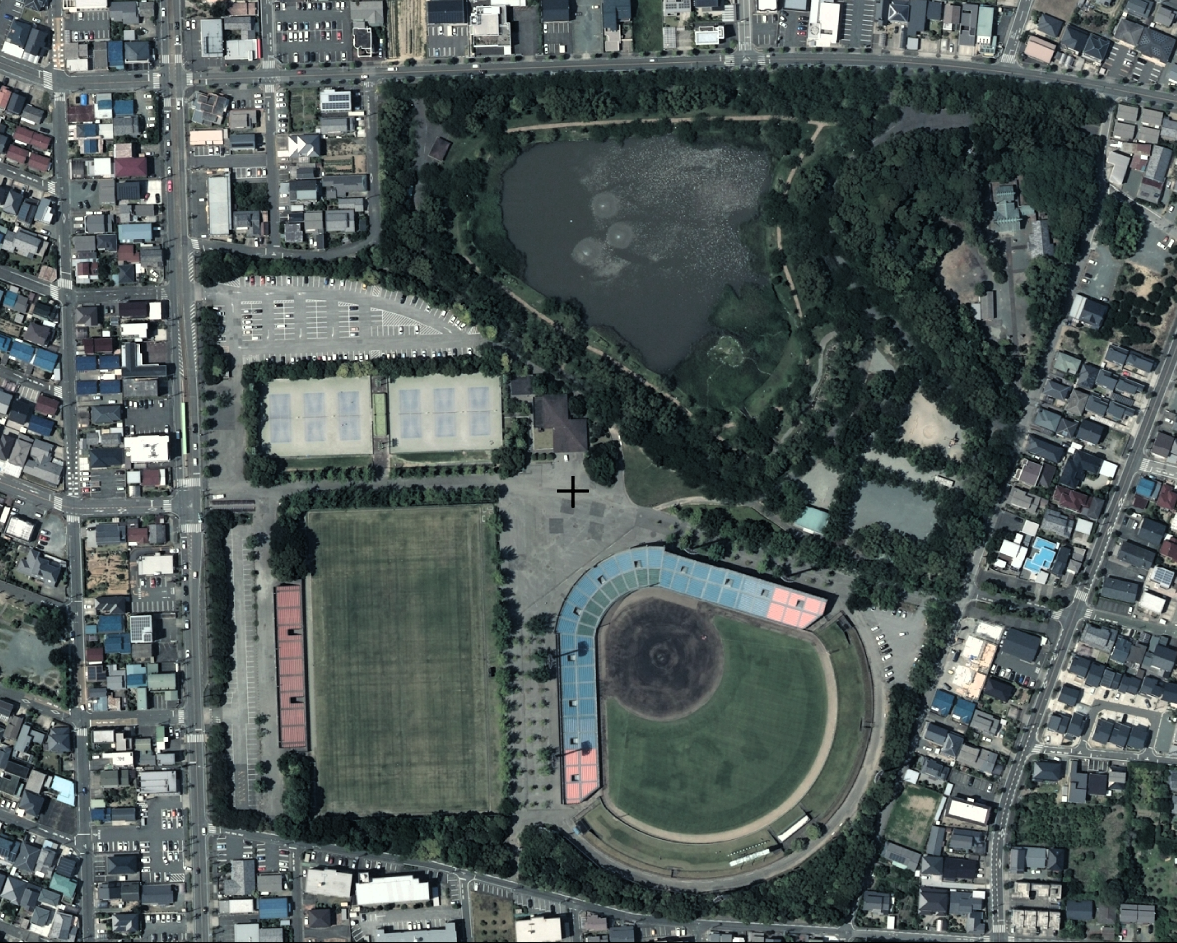
空撮図

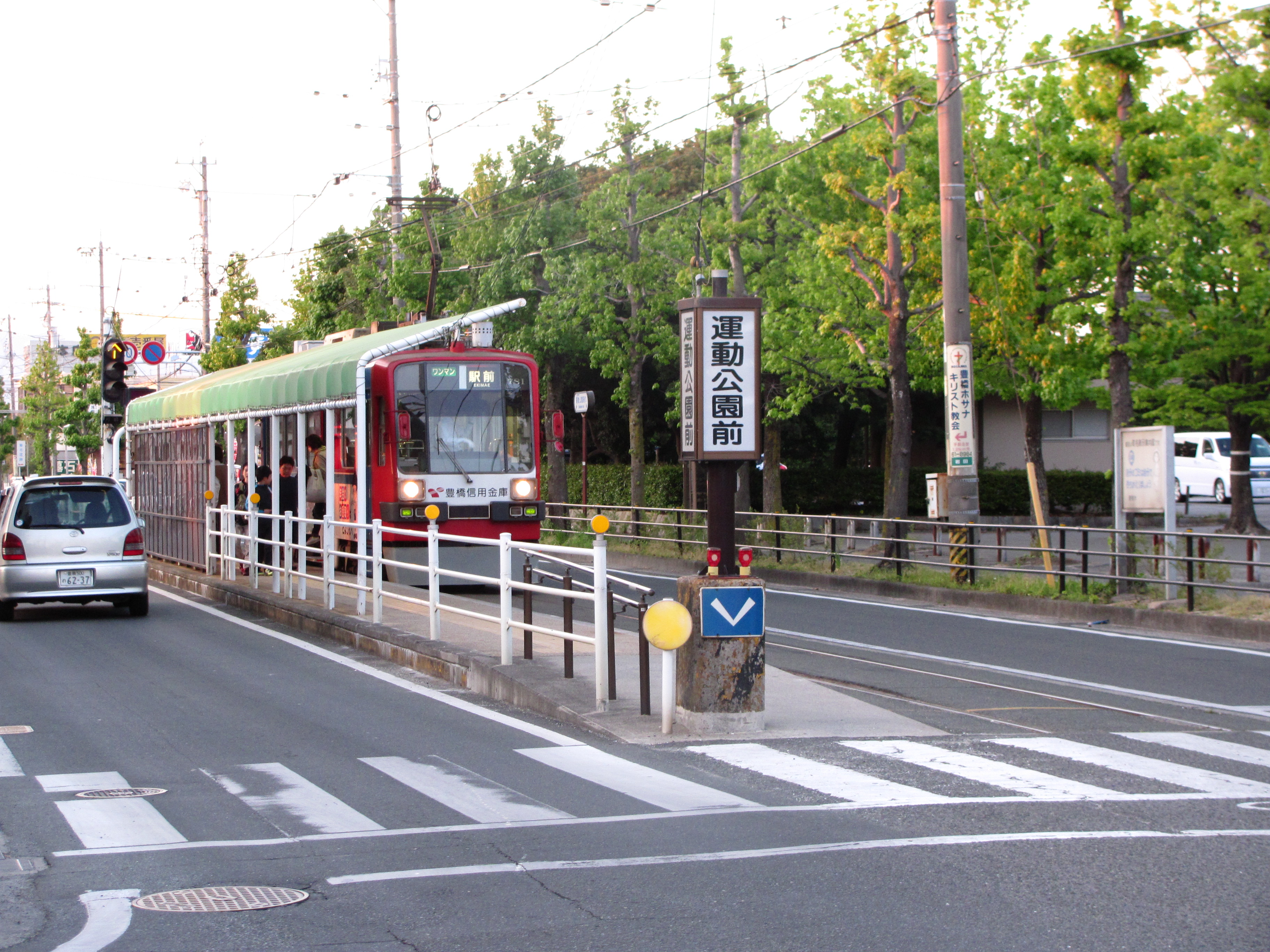
豊橋鉄道東田本線 運動公園前停留場

岩田運動公園（いわたうんどうこうえん）は、愛知県豊橋市岩田町に所在する運動公園（都市公園）。

## 概要
平川本町土地区画整理事業（1973年（昭和48年）～1981年（昭和56年）に伴い誕生。以前は豊橋煙火工場もあった。1978年（昭和53年）に工事着工、1989年（平成元年）に全面供用開始。水神池周りには、春は桜、夏はアジサイ、秋から冬はカモがやってくる。
水神池周辺には、バーベキューの禁止の看板。また、豊橋市民球場周辺には、ペットのリードの義務、猫へのエサ与え禁止の看板が立っている。
豊橋市民球技場には、テニスの壁打ち場があり、クラブハウスに申し込むことで、無料で利用できる。
2008年（平成20年）には、全国では初めてとなる、愛知県警察と豊橋市の協力でコカ・コーラ セントラル ジャパン（現・コカ・コーラボトラーズジャパン）が自動販売機で受話器を取るだけで警察と電話できる機能を備えた「おたすけ自動販売機」が設置した。
しかし、つけて間もなく何度も落書きされる事件が発生した。犯人は、張り込んでいた愛知県豊橋警察署の警官に現行犯逮捕された。
西側の駐車場には、電気自動車の充電器が設置されている。
水神池周辺には、日本宝くじ協会が設置したベンチがある。

## 沿革
- 1670年：平川新田開発のために、水神池建設。
- 1688年：水神池南に空池が追加築造。
- 1978年：岩田運動公園、工事着工。
- 1980年6月1日：空池跡に豊橋市民球場が開場（球場の詳細は豊橋市民球場#施設概要を参照）。
- 1985年：第10回JSLカップの決勝戦を豊橋市民球技場で開催。第14回JSLカップ（1989年）の決勝戦も同球技場で開催された。
- 1989年：全面供用開始。
- 1993年3月：照明、フェンスなどをプロ野球開催に対応させるための工事着工。
- 2002年4月17日：中日ドラゴンズ対阪神タイガース戦が開催。豊橋市内で日本プロ野球の公式戦が行われたのは47年ぶり。
- 2003年3月：工事竣工。改修費61,642万円。

## 施設
豊橋市岩田総合球技場

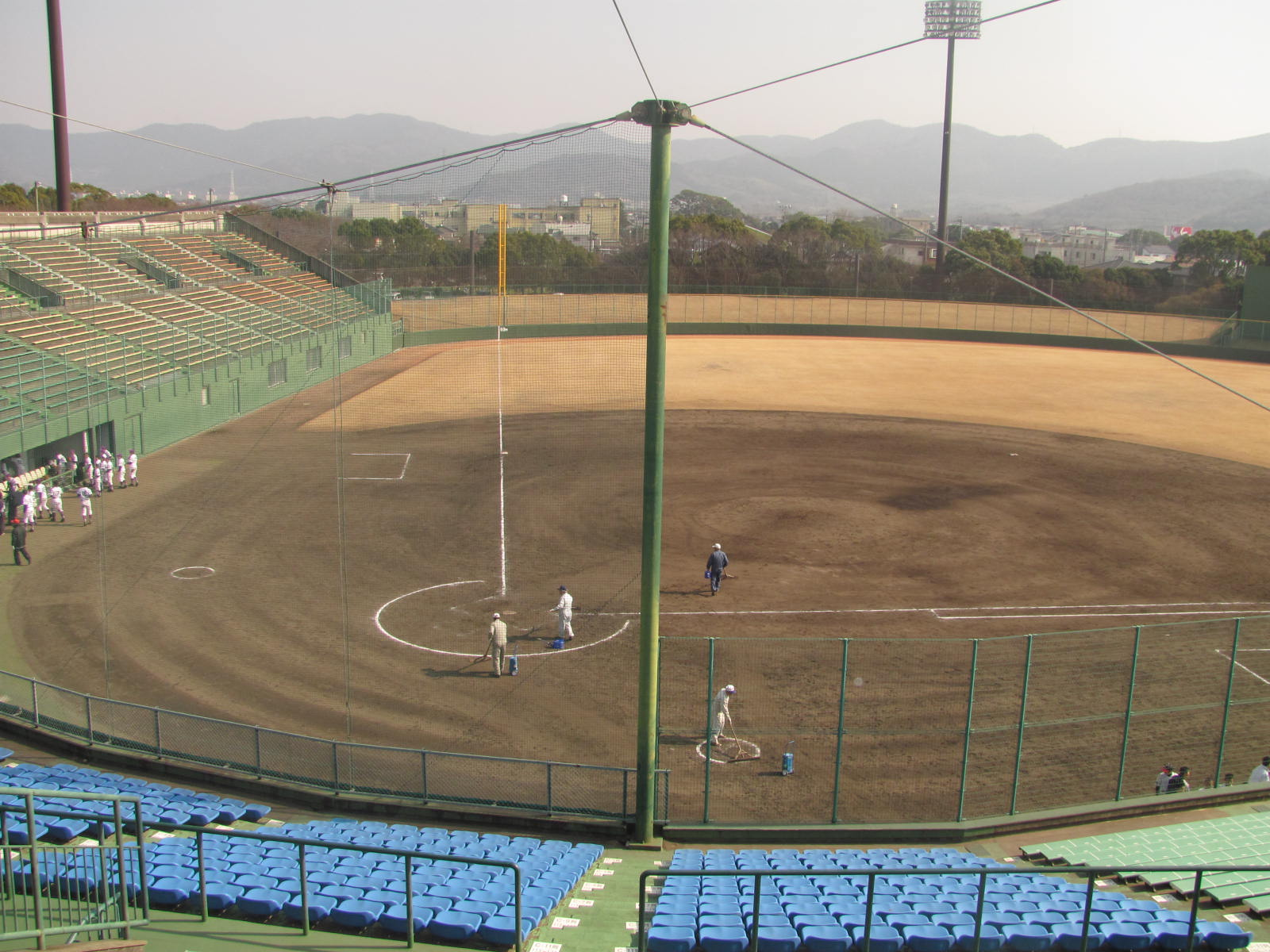
豊橋市民球場
- 豊橋市民球技場
  - 収容人員：メインスタンド1,500人、バックスタンド2,500人
- 豊橋市民庭球場
  - コート：6面
  - 収容人員：500人
- 豊橋市民クラブハウス

- 豊橋市民球場

## アクセス
- 豊橋鉄道東田本線「岩田運動公園」行きで運動公園前停留場下車すぐ。
- 豊鉄バス ◼68 岩田団地線 豊岡中学前バス停から徒歩で約10分。